# 余鏡清
余鏡清（?—?），字民进，清末政治人物，浙江省宁波府镇海县人。

## 生平
余鏡清是清朝廪贡，后出任资政院议员。
光绪二十八年（1902年），蔡元培、章炳麟等人发起组织中国教育会，并在江苏、浙江等省组织地方支部。光绪三十二年（1906年），庄禹梅、余鏡清等组织镇海教育会。
1915年10月，余镜清等人组建富润公司，以兴办湖北省阳新县朝阳里富岗卿子山煤矿。1916年（民国五年）11月，余镜清创办富润公司，在湖北省阳新县龙港麻子山开办煤矿，占地面积达到469亩。
1919年12月8日，他和谢惠庭在上海成立了“广西路商界联合会”。
他是上海总商会会员，身份是富润煤矿公司的老板。1919年五四运动期间，上海总商会会员开会讨论响应，余镜清积极提议并参与。